# Linter
Linter is een gemeente in de Belgische provincie Vlaams-Brabant. De gemeente telt ruim 7000 inwoners.
De gemeente ligt langs de oude steenweg naar Luik, de huidige N3, halverwege Tienen en Sint-Truiden.

## Toponymie
Volgens de gangbare verklaring is Linter een samenstelling uit lind + ter, met de betekenis "lindeboom". Deze verklaring is volgens Paul Kempeneers onhoudbaar. In plaatsnamen met Lind/Lint, die Gysseling in zijn Toponymisch Woordenboek (1960) opgeeft, gaat het telkens over een plaats "bij een linde of een lindenbos". Deze plaats kan zijn: vruchtbaar aangeslibd land zoals in Lindau, een bosje op hoge zandgrond zoals in Lindelo, een woeste vlakte zoals in Lindveld, een hofstede zoals in Lindweiler, enz. "Lindeboom" komt echter nergens als plaatsnaam voor.
Daarom moeten we Linter eerder verbinden met Lintaruurde (uu=w), een onbekende plaats in Friesland, te verklaren als "voorde in de beek genoemd Lintara".
Lintara was de oude naam van de Genovevabeek. De dorpsnaam Linter betekent aldus "de nederzetting bij de Lintara". Zo werd de waternaam een dorpsnaam.

## Geschiedenis
De gemeente Linter ontstond in 1971 door het fuseren van Neerlinter en Drieslinter. In 1977 fuseerden Groot-Orsmaal (ook een fusie uit 1971, bestaande uit Orsmaal-Gussenhoven, Overhespen, Neerhespen en Melkwezer), Linter en Wommersom.

## Kernen

### Tabel
| # | Naam                | Opp. (km²) | Inwoners (2020) | Inwoners per km² | NIS-code |
| - | ------------------- | ---------- | --------------- | ---------------- | -------- |
| 1 | Drieslinter         | 6,51       | 1.535           | 236              | 24113A   |
| 2 | Melkwezer           | 4,49       | 443             | 99               | 24113D   |
| 3 | Neerhespen          | 3,97       | 358             | 90               | 24113E   |
| 4 | Neerlinter          | 6,29       | 1.585           | 252              | 24113B   |
| 5 | Orsmaal-Gussenhoven | 5,46       | 938             | 172              | 24113C   |
| 6 | Overhespen          | 2,51       | 591             | 235              | 24113F   |
| 7 | Wommersom           | 7,65       | 1.814           | 237              | 24113G   |

## Demografische ontwikkeling
Alle historische gegevens hebben betrekking op de huidige gemeente, inclusief deelgemeenten, zoals ontstaan na de fusie van 1 januari 1977.
- Bronnen:NIS, Opm:1806 tot en met 1981=volkstellingen; 1990 en later= inwonertal op 1 januari

| Inwoners van jaar tot jaar op 1 januari 1992 tot heden | Inwoners van jaar tot jaar op 1 januari 1992 tot heden | Inwoners van jaar tot jaar op 1 januari 1992 tot heden |
| jaar                                                   | Aantal                                                 | Evolutie: 1992=index 100                               |
| ------------------------------------------------------ | ------------------------------------------------------ | ------------------------------------------------------ |
| 1992                                                   | 6.526                                                  | 100,0                                                  |
| 1993                                                   | 6.585                                                  | 100,9                                                  |
| 1994                                                   | 6.659                                                  | 102,0                                                  |
| 1995                                                   | 6.713                                                  | 102,9                                                  |
| 1996                                                   | 6.786                                                  | 104,0                                                  |
| 1997                                                   | 6.788                                                  | 104,0                                                  |
| 1998                                                   | 6.858                                                  | 105,1                                                  |
| 1999                                                   | 6.849                                                  | 104,9                                                  |
| 2000                                                   | 6.852                                                  | 105,0                                                  |
| 2001                                                   | 6.865                                                  | 105,2                                                  |
| 2002                                                   | 6.917                                                  | 106,0                                                  |
| 2003                                                   | 6.968                                                  | 106,8                                                  |
| 2004                                                   | 6.932                                                  | 106,2                                                  |
| 2005                                                   | 7.020                                                  | 107,6                                                  |
| 2006                                                   | 7.037                                                  | 107,8                                                  |
| 2007                                                   | 7.038                                                  | 107,8                                                  |
| 2008                                                   | 7.049                                                  | 108,0                                                  |
| 2009                                                   | 7.100                                                  | 108,8                                                  |
| 2010                                                   | 7.075                                                  | 108,4                                                  |
| 2011                                                   | 7.094                                                  | 108,7                                                  |
| 2012                                                   | 7.088                                                  | 108,6                                                  |
| 2013                                                   | 7.144                                                  | 109,5                                                  |
| 2014                                                   | 7.166                                                  | 109,8                                                  |
| 2015                                                   | 7.196                                                  | 110,3                                                  |
| 2016                                                   | 7.188                                                  | 110,1                                                  |
| 2017                                                   | 7.256                                                  | 111,2                                                  |
| 2018                                                   | 7.255                                                  | 111,2                                                  |
| 2019                                                   | 7.269                                                  | 111,4                                                  |
| 2020                                                   | 7.271                                                  | 111,4                                                  |
| 2021                                                   | 7.253                                                  | 111,1                                                  |
| 2022                                                   | 7.276                                                  | 111,5                                                  |
| 2023                                                   | 7.317                                                  | 112,1                                                  |
| 2024                                                   | 7.323                                                  | 112,2                                                  |
| 2025                                                   | 7.354                                                  | 112,7                                                  |

## Politiek

### Burgemeesters
- 1977-1988 : Bourmanne Léon (CVP)
- 1989-2000 : Stef Goris (VLD)
- 2001-2004 : Firmin Schollen (CD&V)
- 2004-... : Marc Wynants (CD&V)

#### Bestuur 2007-2012
Burgemeester blijft Marc Wynants van de CD&V. Deze partij verkreeg een absolute meerderheid met 11 op 19 zetels.

#### Bestuur 2013-2018
Burgemeester blijft Marc Wynants van de CD&V. Deze partij heeft de meerderheid met 13 op 19 zetels.

#### Bestuur 2019-2024
Burgemeester blijft Marc Wynants van de CD&V. Deze partij heeft de meerderheid met 14 op 19 zetels.

#### Bestuur 2024-2030
Burgemeester blijft Marc Wynants van Team Burgemeester. Deze partij heeft de meerderheid met 12 op 19 zetels.

### Resultaten gemeenteraadsverkiezingen sinds 1976
| Partij               | Partij                           | 10-10-1976 | 10-10-1976 | 10-10-1982 | 10-10-1982 | 9-10-1988 | 9-10-1988 | 9-10-1994 | 9-10-1994 | 8-10-2000 | 8-10-2000 | 8-10-2006 | 8-10-2006 | 14-10-2012 | 14-10-2012 | 14-10-2018 | 14-10-2018 | 13-10-2024 | 13-10-2024 |
| Stemmen / Zetels     | Stemmen / Zetels                 | %          | 17         | %          | 17         | %         | 17        | %         | 17        | %         | 17        | %         | 19        | %          | 19         | %          | 19         | %          | 19         |
| -------------------- | -------------------------------- | ---------- | ---------- | ---------- | ---------- | --------- | --------- | --------- | --------- | --------- | --------- | --------- | --------- | ---------- | ---------- | ---------- | ---------- | ---------- | ---------- |
|                      | CVP1/ CD&V2/ Team Burgemeester3  | 49,781     | 9          | 52,711     | 10         | 40,341    | 7         | 39,051    | 7         | 41,941    | 8         | 53,292    | 11        | 52,842     | 13         | 56,42      | 14         | 60,33      | 12         |
|                      | PRO LinterA                      | -          |            | -          |            | -         |           | -         |           | -         |           | -         |           | -          |            | -          |            | 39,7A      | 7          |
|                      | GB1/ PVV2/ VLD3/ LVB4/ Open Vld5 | 33,711     | 6          | 24,921     | 4          | 37,482    | 7         | 38,283    | 7         | 35,584    | 6         | 27,693    | 5         | 14,235     | 2          | 13,05      | 2          | 39,7A      | 7          |
|                      | SP1/ sp.a2                       | -          |            | 22,371     | 3          | 22,181    | 3         | 22,671    | 3         | 22,481    | 3         | 19,022    | 3         | 10,352     | 1          | 11,02      | 1          | 39,7A      | 7          |
|                      | N-VA1                            | -          |            | -          |            | -         |           | -         |           | -         |           | -         |           | 18,511     | 3          | 13,01      | 2          | 39,7A      | 7          |
|                      | Vlaams Belang1                   | -          |            | -          |            | -         |           | -         |           | -         |           | -         |           | 4,071      | 0          | 6,51       | 0          | -          |            |
|                      | LDV                              | 16,51      | 2          | -          |            | -         |           | -         |           | -         |           | -         |           | -          |            | -          |            | -          |            |
| Totaal stemmen       | Totaal stemmen                   | 4851       | 4851       | 4921       | 4921       | 5167      | 5167      | 5288      | 5288      | 5390      | 5390      | 5469      | 5469      | 5477       | 5477       | 5498       | 5498       | 4098       | 4098       |
| Opkomst %            | Opkomst %                        |            |            |            |            | 98,42     | 98,42     | 98,05     | 98,05     | 97,05     | 97,05     | 97,40     | 97,40     | 95,07      | 95,07      | 95,1       | 95,1       | 70,2       | 70,2       |
| Blanco en ongeldig % | Blanco en ongeldig %             | 1,86       | 1,86       | 3,27       | 3,27       | 3,14      | 3,14      | 4,07      | 4,07      | 4,36      | 4,36      | 5,58      | 5,58      | 2,76       | 2,76       | 2,9        | 2,9        | 2,0        | 2,0        |

De zetels van de gevormde meerderheid staan vetjes afgedrukt. De grootste partij staat in kleur.

De rode cijfers naast de gegevens duiden aan onder welke naam de partijen telkens bij een verkiezing opkwamen.

## Toerisme
Er zijn in deze streek heel wat boomgaarden en aardbeienvelden, het gebied maakt deel uit van het Hageland, de fruitstreek van Vlaams-Brabant.
Drie toeristische fietsroutes doorkruisen de landelijke gemeente:
- De Bietenroute (24 km)
- De Landense Fietsroute (42 km)
- De IJzerenweg (16, 17, 24 of 29 km)

## Partnersteden
Linter is een partnerstad van het Duitse Mehring. Samenhangend daarmee heeft Drieslinter een Mehringstraat en heeft Mehring een Linterstraße.